# Lego Creator: Harry Potter
Lego Creator: Harry Potter — серия (дилогия) компьютерных игр жанра «песочница». Изданием занималась компания Lego Media.
Выход первой части, Lego Creator: Harry Potter, основанной на книге «Гарри Поттер и философский камень» состоялся в ноябре 2001 года в США и спустя год, в 2002 году, в России. Издателем выступил «Новый Диск», а локализацию выполнила студия «Селена Интернейшнл».
Вторая часть, Lego Creator: Harry Potter and the Chamber of Secrets, основанная на книге «Гарри Поттер и Тайная комната», была выпущена 6 декабря 2002 года, не издавалась в России.

## Игры серии
- 2001 — Lego Creator: Harry Potter
- 2002 — Lego Creator: Harry Potter and the Chamber of Secrets

## Игровой процесс
Подобно другим Lego-играм, все персонажи и интерьеры игры выполнены в стилистике кубиков конструктора. Сюжетная линия игр основана на одноимённых книгах — «Гарри Поттер и философский камень» и «Гарри Поттер и Тайная комната».
Играя за различных персонажей (в числе которых трое главных героев книжной серии о Гарри Поттере), игрок побывает на четырёх основных и пяти дополнительных локациях. В их числе: помещения замка Хогвартс, запретный коридор на третьем этаже, кабинет зельеварения и т.д. Одной из особенностей игры является возможность «достраивать» помещения в замке Хогвартс с помощью виртуальных кубиков, манипулируя и вращая их — таким образом необходимо проходить и некоторые игровые задания. На одном из уровней игрок сможет управлять поездом Хогвартс-Экспресс, а также использовать заклинания (одно из которых позволяет устраивать фейерверки).
Геймплей сконцентрирован на строительстве и изменении уровней. На уровнях, «построенных» игроком с помощью виртуальных кубиков конструктора Lego, разрешено менять погоду (на выбор предоставлено несколько вариантов: ясно, солнечно, дождливо, снег, туман) и время суток (день-ночь). Также с помощью встроенного в игру инструмента можно создавать свои объекты или персонажей.
Во второй части игры появилась возможность расставлять на уровне подвижные объекты и волшебные существа. Эти существа — змеи, гоблины, тролли и дракон Норберт. Игрок может брать на себя управление одним из существ, открывая неразведанные ранее области. Кроме того, для открытия доступа к новым местам, игрок должен выполнять простые поручения. Также увеличилось количество игровых персонажей, которыми можно управлять.

### Игровые персонажи
Доступные для управления персонажи: Гарри Поттер, Рон Уизли, Гермиона Грейнджер, а также: Драко Малфой, Джинни Уизли, Том Реддл, Дамблдор, Златопуст Локонс и Мадам Трюк